# Автомобилна газова уредба
Автомобилна газова уредба (АГУ) е устройство, позволяващо използването на газообразно гориво в автомобилите. Използват се предимно при четиритактови бензинови двигатели с вътрешно горене.
Автомобилната газова уредба (АГУ) е система от няколко основни компонента, които при правилно свързване и монтиране, позволяват на автомобила Ви да се движи с газ – бутилка, тръби и др. Този вариант е доста по-икономичен от карането на бензин.

## Видове
- Според вида на горивото
  - Силно сгъстен петролен газ (най-често пропан-бутан).
  - Метан
- Според устройството- различните видове АГУ (автомобилна газова уредба) използват един и същи пълначки, горивосъдържатели и съединители, но имат различни части в двигателното отделение.
  - Вид „Изпарител и смесител“ (обикновени) – все още най-използваните в България, поради големия брой стари автомобили. Не могат да се използват на по-нови модели двигатели или двигатели с електронно контрулируемо впръскване. Предимно за двигатели с карбуратор.
  - Газово впръскване (два вида, за моно инжекцион и пълен инжекцион). Основните им предимства са по-ниския разход на гориво и по-добрата динамика на двигателя. Недостатък е по-високата им цена.